# 斯托爾布齊

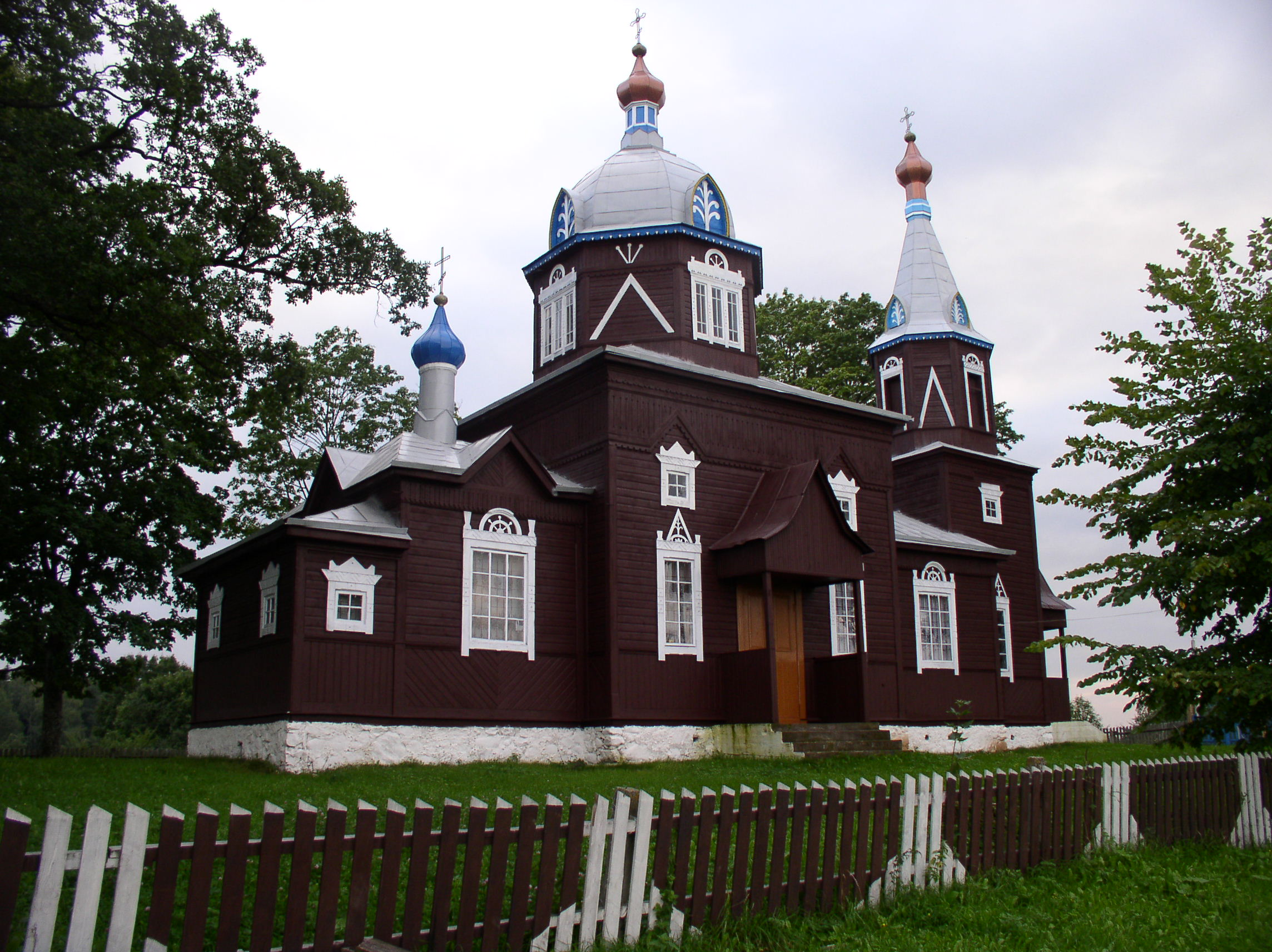

斯托爾布齊（羅馬化：Stoŭbcy，發音：[ˈstowpt͡sɨ]，發音：[stɐlˈptsɨ]）是白俄羅斯的城鎮，由明斯克州負責管轄，位於首都明斯克西南78公里的尼曼河右岸，始建於十六世紀初期，居民大多數是猶太裔，2010年人口15,367。

## 外部連結
- Photos on Radzima.org （页面存档备份，存于）